# Bartosz Nowak
Bartosz Nowak (ur. 25 sierpnia 1993 w Radomiu) – polski piłkarz, występujący na pozycji pomocnika, od lipca 2024 w polskim klubie GKS Katowice.

## Kariera piłkarska
Wychowanek Gwarka Zabrze, w trakcie swojej kariery grał także w takich zespołach, jak Polonia Bytom, Miedź Legnica, Stal Mielec, Ruch Chorzów oraz Górnik Zabrze. 3 sierpnia 2022 roku ogłoszono jego transfer z Górnika Zabrze do Rakowa Częstochowa, za kwotę ok. 400 tys. euro. Nowak podpisał z częstochowianami kontrakt do 2025 roku z opcją przedłużenia o rok.
Pierwszą szansą Nowaka na debiut w Rakowie był mecz przeciwko swojemu byłemu pracodawcy, Górnikowi Zabrze, ale strony zawarły porozumienie dżentelmeńskie, że pomocnik w tym meczu nie wystąpi. Ostatecznie, Nowak zadebiutował 11 sierpnia 2022 roku w domowym, wygranym 1:0 meczu eliminacji Ligi Konferencji Europy UEFA przeciwko Spartakowi Trnawa. 14 sierpnia 2022 roku, w swoim ligowym debiucie w Rakowie, zdobył gola na 1:0 w spotkaniu przeciwko Jagiellonii Białystok.

## Wyróżnienia
Piłkarz miesiąca Ekstraklasy we wrześniu 2020 i sierpnia 2022.

## Sukcesy

### Klubowe

#### Raków Częstochowa
- Mistrzostwo Polski: 2022/2023[7]